# Twain Harte
Twain Harte és una concentració de població designada pel cens dels Estats Units a l'estat de Califòrnia. Segons el cens del 2000 tenia 2.586 habitants.

## Demografia
Segons el cens del 2000, Twain Harte tenia 2.586 habitants, 1.120 habitatges, i 779 famílies. La densitat de població era de 274,3 habitants/km².
Dels 1.120 habitatges en un 24,6% hi vivien nens de menys de 18 anys, en un 55,4% hi vivien parelles casades, en un 11,2% dones solteres, i en un 30,4% no eren unitats familiars. En el 24,6% dels habitatges hi vivien persones soles el 10,4% de les quals corresponia a persones de 65 anys o més que vivien soles. El nombre mitjà de persones vivint en cada habitatge era de 2,31 i el nombre mitjà de persones que vivien en cada família era de 2,69.
Per edats la població es repartia de la següent manera: un 21,4% tenia menys de 18 anys, un 6,1% entre 18 i 24, un 19,8% entre 25 i 44, un 31,7% de 45 a 60 i un 21% 65 anys o més.
L'edat mediana era de 46 anys. Per cada 100 dones de 18 o més anys hi havia 92,5 homes.
La renda mediana per habitatge era de 46.920 $ i la renda mediana per família de 51.865 $. Els homes tenien una renda mediana de 40.313 $ mentre que les dones 26.964 $. La renda per capita de la població era de 23.079 $. Entorn del 5% de les famílies i el 6,4% de la població estaven per davall del llindar de pobresa.

## Poblacions més properes
El següent diagrama mostra les poblacions més properes.